# Diplectrum euryplectrum
Diplectrum euryplectrum is een  straalvinnige vissensoort uit de familie van zaag- of zeebaarzen (Serranidae). De wetenschappelijke naam van de soort werd voor het eerst geldig gepubliceerd in 1890 door Jordan & Bollman. De soort komt voor in de Stille Oceaan voor de kust van Colombia.
De soort staat op de Rode Lijst van de IUCN als niet bedreigd, beoordelingsjaar 2008.